# I Don't Know Where It Comes From
Singles de Ride
How Does It Feel To Feel? Black Nite Crash
Pistes de Carnival Of Light
Rolling Thunder
I Don't Know Where It Comes From est une chanson du groupe anglais Ride, parue en single en septembre 1994. Elle a culminé à la 46e place des charts anglais.
Il s'agit du seul single de Ride à avoir été décliné en deux éditions différentes au Royaume-Uni. La première contient la version "single" du morceau ainsi que trois morceaux enregistrés le 4 juin 1994 au Royal Albert Hall (dont le dernier avec les auteurs de la chanson, le groupe The Creation). La seconde édition contient trois remixes de chansons parues sur l'album Carnival of Light ; le dernier titre, A Journey To The End Of The Universe est un remix dub partiel de la face B At The End of The Universe, parue sur le single précédent.

## Titres du single version CD1
1. I Don't Know Where It Comes From - 3:27
2. Rolling Thunder / Drive Blind (live) - 6:59
3. From Time To Time (live) - 4:47
4. How Does It Feel To Feel? (live avec The Creation) - 3:17

## Titres du single version CD2
1. I Don't Know Where It Comes From [Apollo 11 Mix] (remix par Andy Bell) - 8:09
2. Moonlight Medicine [Ride on the Wire Mix] (remix par Portishead) - 5:51
3. A Journey To The End Of The Universe [Version] (remix par Laurence "Loz" Colbert) - 7:54